# Hôtel Majestic à Belgrade
Pour les articles homonymes, voir Hôtel Majestic.
L'hôtel Majestic à Belgrade (en serbe cyrillique : Хотел Мажестик ; en serbe latin : Hotel Mažestik) est situé à Belgrade, la capitale de la Serbie, dans la municipalité urbaine de Stari grad. Construit en 1936 et 1937, il est inscrit sur la liste des biens culturels de la ville de Belgrade.

## Présentation
L'hôtel Majestic à Belgrade, situé 28 Obilićev venac, a été construit entre 1936 et 1937 par l'architecte Milan S. Minić, qui était également le propriétaire du bâtiment.
L'hôtel est composé de deux bâtiments formant un tout fonctionnel. Le premier bâtiment a été terminé en 1936 puis étendu en 1940 sur un terrain qui faisait un angle avec lui ; le premier bâtiment de l'hôtel Majestic est constitué d'une cave, d'un rez-de-chaussée, d'une galerie et de six étages ; il se présente sous la forme d'une structure massive avec des murs de briques renforcés horizontalement et verticalement de cerclages en béton armé. Le toit de la salle à manger est soutenu par des colonnes rondes, situées près du mur circulaire.
L'hôtel Majestic est l'œuvre la plus importante de l'architecte Milan Minić, construite dans le mouvement européen prédominant à cette période.